# Martinet à tête grise
Cypseloides senex
Espèce
Synonymes
- Cypselus senex Temminck, 1826
(protonyme)

Statut de conservation UICN

 LC  : Préoccupation mineure
Le Martinet à tête grise (Cypseloides senex) ou Martinet de Temminck, est une espèce d'oiseaux de la famille des Apodidae.

## Répartition
Son aire d'étend à travers le centre/sud du Brésil et régions limitrophes du Paraguay et d'Argentine. Il est surtout connu pour nicher dans les chutes d'Iguazú.

## Reproduction
La femelle martinet à tête grise donne naissance à un seul oisillon par portée, qui naît nu et aveugle, c'est seulement au bout de 2 semaines qu'il commence à avoir un fin duvet. Ce sont les deux parents qui s'occupent de l'oisillon, aux chutes d'eau d'Iguaçu, le nid se trouve contre la falaise des chutes d'eau ou derrière les rideaux d'eau. Le nid est fait de brindilles et de mousses. L'oisillon, une fois qu'il sait correctement voler, s'envolera un mois plus tard.